# Purvciems
Purvciems es un barrio de la ciudad de Riga, Letonia.

## Superficie
Posee una superficie de 5,017 kilómetros cuadrados (501,7 hectáreas).

## Población
Hasta 2021 presentaba una población de 53 855 habitantes, con una densidad de población de 10 734,5 habitantes por kilómetro cuadrado.

## Transporte

### Rutas
- Autobús: 3, 5, 6, 13, 15, 16, 20, 31, 34, 47, 48, 49, 50, 51, 52, 58.[1]
- Trolebús: 11, 13, 16, 17, 18, 22, 23.[1]
- Autobús expreso: 370.[1]